# 坎迪杜-戈多伊
坎迪杜-戈多伊是巴西南大河州的一个市镇。总面积246.275平方公里，总人口6641人，人口密度27人/平方公里。以不尋常的雙胎率(10%)聞名